# Тимошенко Олександр Іванович
Олекса́ндр Іва́нович Тимоше́нко (народився 25 жовтня 1974) — старшина Збройних сил України, учасник російсько-української війни.

## З життєпису
Брав участь у боях за Донецький аеропорт.
На виборах до Черкаської обласної ради 2015 року балотувався від Блоку Петра Порошенка «Солідарність». На час виборів проживав у Черкасах, тимчасово не працював.

## Нагороди
За особисту мужність і високий професіоналізм, виявлені у захисті державного суверенітету та територіальної цілісності України, вірність військовій присязі, відзначений — нагороджений
- орденом «За мужність» III ступеня (31.7.2015).